# Karl Immanuel Immer
Karl Immanuel Immer (* 1. Mai 1888 in Manslagt, Ostfriesland; † 6. Juni 1944 in Bad Meinberg) war ein deutscher reformierter Theologe. Immer gehörte zu den Gründungsmitgliedern der Bekennenden Kirche.

## Leben
Karl Immer, Sohn des früheren Togo-Missionars und späteren Manslagter Pastors Carl Eduard Immer (1848–1914), studierte Evangelische Theologie in Basel, Halle, Tübingen und Marburg. Nach dem Vikariat in Rekum war er zwischen 1914 und 1925 Pastor im ostfriesischen Rysum. Seine Predigt- und Seelsorgetätigkeit in diesem Krummhörner Dorf führte zu einer Erweckung unter der Bevölkerung.
In der Rysumer Dienstzeit nahm er auch als Feldprediger am Ersten Weltkrieg teil und wurde mit dem Eisernen Kreuz ausgezeichnet. 1925 wurde er zum Direktor des Neukirchener Erziehungsverein berufen, ging aber 1927 als Pfarrer nach Barmen-Gemarke, wo er 1933 den Coetus reformierter Prediger, einen der Vorläufer der Bekennenden Kirche, gründete. Er initiierte im Januar 1934 eine erste freie reformierte Synode und im Mai die erste Bekenntnissynode, die beide in der Gemarker Kirche stattfanden. Immer setzte sich für die Verbreitung der dort verabschiedeten Barmer Theologischen Erklärung ein und fungierte auch als Herausgeber der weiteren Synodenberichte.
Gegen die Unterdrückung kirchlicher Nachrichten durch die Nationalsozialisten verfasste er eigenständig die auf dem Dachboden seines Pastorats am Klingelholl vervielfältigten und in ganz Deutschland verbreiteten Coetusbriefe, um Christen aus ihrem Glaubensbekenntnis heraus zum Widerstand gegen den Nationalsozialismus zu ermutigen. Auch das Wochenblatt Unter dem Wort, das 1936 von den Nationalsozialisten verboten wurde, war von ihm initiiert. 1937 wurde er wegen seines Einsatzes für die illegale Pastorenausbildung der Bekennenden Kirche verhaftet, in eine Berliner Haftanstalt transportiert und erlitt in der Haft einen schweren Schlaganfall, von dem er sich schlecht erholte. Im April 1944 folgte ein zweiter Schlaganfall. Am 6. Juni 1944 verstarb Karl Immer während der Kur in Bad Meinberg im Schlaf an einem dritten Schlaganfall.
Karl Immer gilt als einer der bekanntesten Wortführer der Bekennenden Kirche. Der spätere Bundespräsident Johannes Rau, der bei Karl Immer den Konfirmandenunterricht besuchte, nannte Karl Immer seinen „zweiten Vater“. Für das Buch Tut um Gottes Willen etwas Tapferes (1989) schrieb Johannes Rau das Geleitwort.
Aus der Ehe mit Annette Tabea Smidt, einer Pfarrerstochter aus Groothusen, gingen sieben Kinder hervor. Immers ältester Sohn, der ebenfalls Karl Immer hieß, war 1971 bis 1981 Präses der Evangelischen Kirche im Rheinland. Karl Immers älteste Tochter, Leni Immer, würdigte in ihrem 1994 erschienenen Buch Meine Jugend im Kirchenkampf (Quell-Verlag Stuttgart) auch das Leben ihres Vaters ausführlich.
Karl Immer ist begraben auf dem Friedhof an der Hugostraße in Wuppertal-Barmen. Auf dem Friedhof gibt es ein eigenes Gräberfeld für die Pfarrer der Gemeinde Gemarke.

## Ehrungen
- Nach Immer ist seit 1984 ein Haus in Mönchengladbach-Bettrath benannt, das Karl-Immer-Veranstaltungshaus.[5][6]
- Eine Fortbildungsstätte des Neukirchener Erziehungsvereins ist nach Immer benannt. Diese Stätte war bis zum Jahr 1984 das Mutterhaus der Neukirchner Diakonissen
- In seiner kirchlichen Heimatgemeinde Wichlinghausen trägt seit 1988 die Straße an der Nordseite der Erlöserkirche den Namen Karl-Immer-Straße
- Im Wuppertaler Stadtteil Barmen  ist seit 1988 die Straße zwischen der Melanchthon-Straße und der Stahlstraße nach Karl Immer benannt.